# Rio Grande
 Ovo je glavno značenje pojma Rio Grande. Za druga značenja pogledajte Rio Grande (razdvojba).
Rio Grande (španj. Río Bravo del Norte  ili Río Bravo − Velika rijeka Sjevera) je rijeka u Sjevernoj Americi, duga 2896 km, površine sliva 642.320 četvornih kilometara. Rio Grande izvire na obroncima planine San Juan Mountains u jugozapadnom dijelu države Colorado u SAD, a utječe u Meksički zaljev istočno od grada Brownsville.
U gornjem toku, u državama Colorado i sjevernom dijelu Novog Meksika, je planinska rijeka sa znatnim padom i protječe uskom i dubokom dolinom i usječenim kanjonima.
U srednjem i donjem toku protječe nizinom kroz predjele siromašne oborinama (stepe i polupustinje), gdje uglavnom ima niske i pješčane obale, a nizvodno od Ciudad Juárez do ušća (2092 km) čini granicu Meksika i SAD. Zbog čestog mijenjanja vodostaja - ljeti, u sušnom periodu, mjestimice presušuje a najčešće na odsjeku između grada Ciudad Juáreza i ušća rijeke Conchos. Plovidba je moguća samo do grada Camargo (oko 250 km) i to samo za riječne brodove malog gaza. Američko-meksičkim sporazumom plovidba na rijeci je zabranjena pa se promet između dvije države na ovom dijelu odvija preko četiri putna i željeznička mosta. 
Najveći značaj Rio Grande ima u proizvodnji električne energije i za navodnjavanje obradivih površina uz svoje obale, na kojima se gaje južno voće, žitarice i pamuk. Na rijeci se nalazi i nekoliko hidroelektričnih centrala od kojih su najveća Elephant Butte (brana duga 510, visoka 93 m) i Caballo (brana duga 1399, a visoka 29,5 m), odakle se voda razvodi kanalima.
Pritoke:
- Pecos
- Sabinas
- Conchos

Veći gradovi:
- Albuquerque (SAD)
- El Paso (SAD)
- Laredo (SAD)
- Ciudad Juárez (Meksiko)

U američko-meksičkom ratu (1846. – 1848.) i u američkom građanskom ratu (1861. – 1865.) vođeno je više bitaka na području ušća i u dolina rijeke Rio Grande. Granica je na rijeci Rio Grande nametnuta Meksiku od SAD poslije američko-meksičkog rata 1848. zbog čega je i dolazilo do sporova.